# 马发墓
马发墓，位于中国广东省潮州市市区北部金山顶。1987年12月，列入潮州市文物保护单位。
马发为海阳县人，南宋景炎三年（1278年），元兵攻陷潮州城，马发带领残军背水一战，最终自杀殉国。后人以纪念其英烈事迹，乃建墓立碑作纪念。